# Leopold Infeld
Leopold Infeld (20. srpna 1898 Krakov – 15. ledna 1968 Varšava) byl polský teoretický fyzik, autor výzkumu z oblasti obecné teorie relativity, teorie pole a elektrodynamiky.

## Život
Pocházel z rodiny židovských obchodníků. Vystudoval obchodní školu, pak studoval fyziku (zpočátku proti vůli svého otce) na Jagellonské univerzitě. Infeld získal doktorát v roce 1921, vedoucím jeho práce byl profesor Władyslaw Natanson. V roce 1920 se v Berlíně setkal s Albertem Einsteinem, navštěvoval přednášky Maxe Plancka a Maxe von Laueho. Po dokončení studia učil na židovských středních školách v Będzinu v Horním Slezsku, Koninu ve Velkopolsku a ve Varšavě. Během tohoto období napsal první vědecké práce.
Teprve po osmi letech se v roce 1930 stal asistentem na katedře teoretické fyziky na Lvovské univerzitě, kde se habilitoval.
V roce 1932 napsal v Lipsku dvě díla, která znamenala začátek jeho mezinárodní kariéry. V prvním z těchto děl (psaným společně s nizozemským matematikem Bartelem Leendert van der Waerdenem) vyvinul tzv. spinorový počet do formy použitelné v obecné teorii relativity (byl to van der Waerden, kdo uvedl spinorový počet do speciální teorie relativity. Ve druhé práci Infeld našel formulář Diracovy rovnice v prostoročasech obecné relativity.
Infeld strávil dva roky na univerzitě v Cambridgi, jako stipendista Rockefellerovy nadace. Tam se setkal s Maxem Bornem. Výsledkem jejich spolupráce bylo zobecnění klasické Maxwellovy elektrodynamiky takovým způsobem, který umožnil nelineární popis elektromagnetického pole (ttzv. Nelineární elektrodynamika, nebo též Born-Infeldova teorie). Tato teorie byla mezikrokem na cestě ke kvantové elektrodynamice.
Po zamítnutí kandidatury na post profesora v tehdejším polském Vilniusu v roce 1936, získal stipendium v Institute for Advanced Study v Princetonu, a začal pracovat s Albertem Einsteinem. Výsledkem této spolupráce byla rovnice pohybu v obecné teorii relativity (tzv. Einstein-Infeld-Hoffmannova teorie). Během dvouletého pobytu v Princetonu Infeld ve spolupráci s Einsteinem napsal knihu Evoluce fyziky (The Evolution of Physics, 1938), která se stala mezinárodním bestsellerem (v průběhu sedmdesáti let od zveřejnění dosáhla více než 200 vydání).
V roce 1938 se stal profesorem fyziky na Torontské univerzitě v Kanadě. Díla z tohoto období se týkají relativistické kosmologie a teorie faktorizace. V Torontu Infeld pracoval do roku 1950.
Během studené války byl neprávem obviněn z kontaktů s komunisty v Polsku a možnosti prodávat vojenské tajemství (ohledně nukleárních zbraní). Odešel kvůli tomu z Kanady a vrátil se do Polska.
V roce 1950 byl jmenován vedoucím ústavu pro teoretickou fyziku na Varšavské univerzitě.
Společně s profesorem Vojtěchem Rubinowičem založil Ústav teoretické fyziky Varšavské univerzity. V roce 1952 se stal členem Polské akademie věd. V roce 1962 uspořádal ve Varšavě konferenci o pokroku v relativistické fyzice, na které se objevili nejvýznamnější fyzici (v čele s Paulem Diracem a Richardem Feynmanem).
Jeho syn Eryk Infeld, absolvent univerzity v Cambridgi a fakulty fyziky a astronomie Varšavské univerzity, se v roce 1985 stal vedoucím Laboratoře fyziky plazmatu ústavu pro jaderný výzkum Polského institutu pro jaderný výzkum.

## Publikace
- Nowe drogi nauki. Kwanty i materja (Nové cesty vědy) : Mathesis Polska, Warszawa 1933.
- The Evolution of Physics. The Growth of Ideas from the Early Concepts to Relativity and Quanta, (s A. Einsteinem) Simon & Schuster i Cambridge University Press, 1938.
- Whom the Gods Love. The Story of Evariste Galois, 1950.
- Albert Einstein Charles Scribner's Sons, New York 1950.
- Moje wspomnienia o Einsteinie (Moji vzpomínky na Einsteina) : Iskry, Warszawa 1956.
- Motion and Relativity (s Jiřim Plebańskim) : Pergamon, Oksford 1960.
- Szkice z przeszłości (Skici z minulosti) : PIW, Warszawa 1964.
- Quest Chelsea, New York 1965.
- Kordian, fizyka i ja (Kordian, fyzika a já) : PIW, Warszawa 1967.
- Why I Left Canada McGill-Queen's University Press, Montreal 1978.